# Слипери Рок (Пенсилванија)
Слипери Рок (енгл. Slippery Rock) град је у америчкој савезној држави Пенсилванија.

## Демографија
По попису из 2010. године број становника је 3.625, што је 557 (18,2%) становника више него 2000. године.
| Група             | 2000.         | 2010.         |
| Белци             | 2.785 (90,8%) | 3.237 (89,3%) |
| Афроамериканци    | 100 (3,3%)    | 201 (5,5%)    |
| Азијати           | 101 (3,3%)    | 80 (2,2%)     |
| Хиспаноамериканци | 34 (1,1%)     | 41 (1,1%)     |
| Укупно            | 3.068         | 3.625         |